# Leo Martin
Leo Martin, pseudoniem van Léon Marcel Désiré De Waegeneire (Gent, 2 november 1924 - aldaar, 18 maart 1993) was een Vlaamse artiest, vooral bekend als helft van het komische duo Gaston en Leo. 
Hij was muzikant, klarinetspeler, orkestleider en acteur, en trad vroeger met zijn orkest op in Gent, met Bobbejaan Schoepen (in Bobbejaanland), en in Het Witte Paard te Blankenberge en Oostende.  Hij overleed op 18 maart 1993, aan de gevolgen van longkanker. Voor Gaston Berghmans, die nadien zei dat Leo altijd een broer voor hem was geweest, was dit een enorm zware klap.

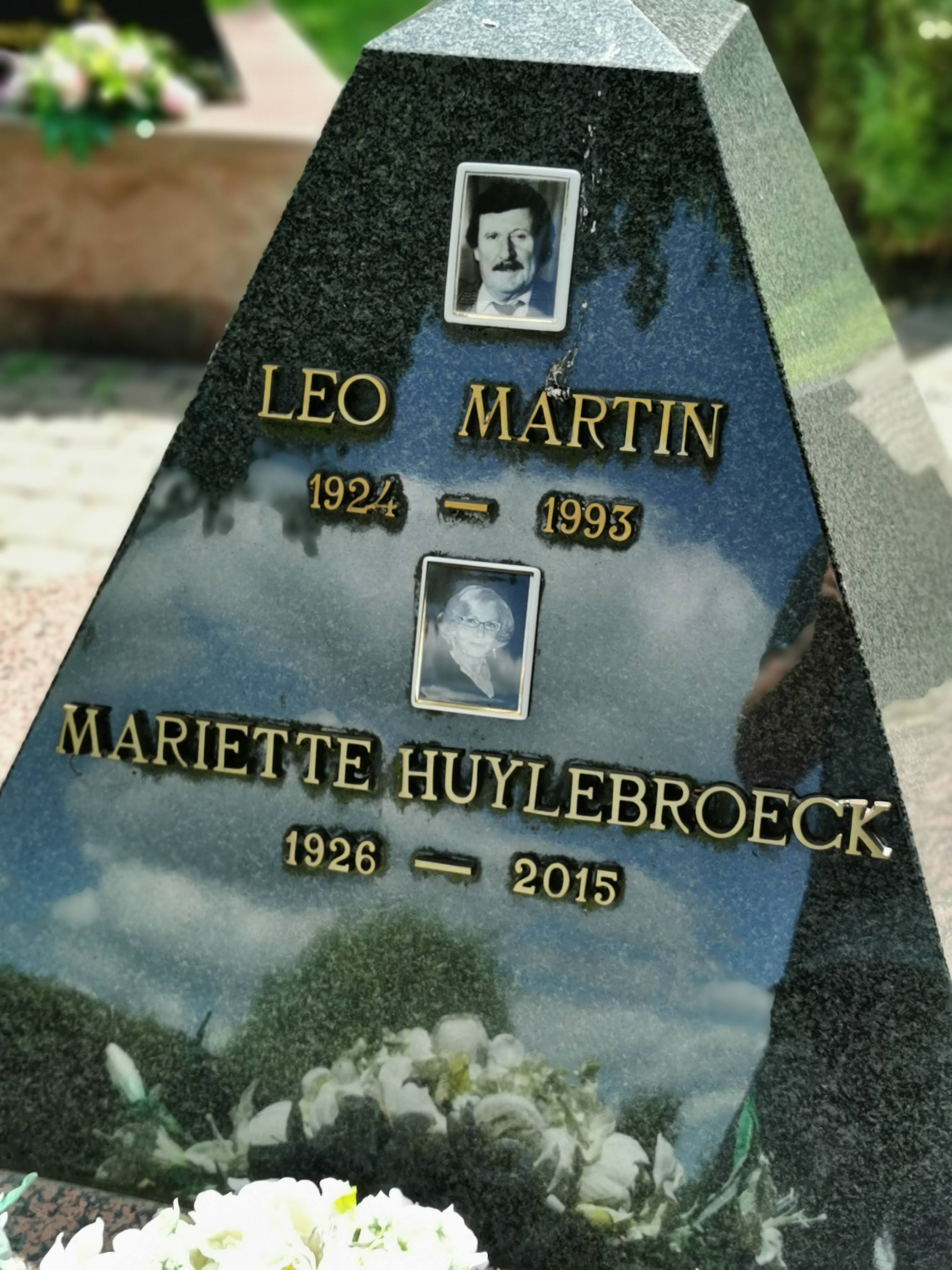
Grafsteen van Leo Martin en Mariette Hylebroeck, Crematorium Westlede Lochristi

Leo Martin werd in 1981 door de Snorrenclub Antwerpen tot "Snor van het Jaar" uitgeroepen.

## Carrière
Martin voegde zich na zijn opleiding klarinet aan het conservatorium van Gent bij The Blue Swingers van Jean Daskalidès. Hij speelde later ook in de bigband van Boyd Bachman. Toen deze er in 1958 de brui aan gaf kon Martin het orkest overnemen. Hoewel hij soms al optrad als komiek, wel eens samen met Berghmans, kon hij de muziek niet loslaten. Zijn orkest werd het huisorkest van Het Witte Paard in Oostende 1956-1971. Pas in 1972 stopte Martin met het orkest en ging samen met Gaston in zee als Gaston en Leo. 

### Leo en François
Tijdens de periode van de Gentse Ancienne Belgique (rond 1956) was Leo en François een duo dat in het Gents dialect komische optredens had in voornoemde zaal. Het duo had een groot succes bij de Gentenaars. Van diverse sketches bestaan er LP-platen. Aan het duo kwam een abrupt einde door het overlijden van François (François Wiedemans).  

### Gaston en Leo
Leo leerde Gaston Berghmans voor het eerst kennen in 1957 in het Billiard Palace waar het orkest van Willy Rockin speelde. Leo speelde er saxofoon en klarinet en Gaston voerde soms samen met hem enkele sketches voor twee man op. In 1957 kreeg Leo een eigen orkest en werd het eenvoudiger om Gaston uit te nodigen voor het komen spelen van sketches. Hun komische optredens dienden vaak als proloog voor Leo's muzikale momenten. Met deze optredens werd de basis gelegd voor wat later Gaston en Leo zou worden. Tot 1972 bleven ze echter apart van elkaar optreden.
Gaston trad 's winters in de Ancienne Belgique op en 's zomers speelde hij in Blankenberge in de Eden met het orkest van Bobby Setter. Leo trad toen in Blankenberge op in Het Witte Paard, later in Oostende (1956-1971), en zo bleven ze regelmatig in contact om samen de zalen te vermaken. Toen in 1968 de baas van Het Witte Paard Gaston in vaste dienst nam, nam de eigenaar van de Eden prompt ontslag omdat hij vond dat hij zonder Gaston niets was. Gaston en Leo voerden hun acts ook op in het Engels vanwege de toeristen die vanuit Groot-Brittannië Het Witte Paard aandeden.
In 1975 doekte Leo zijn orkest op, na 2 seizoenen in het kursaal van Oostende, na de brand die "Het Witte Paard" van Oostende in 1974 volledig vernielde. Toen traden hij en Gaston nog uitsluitend op als komieken.

### Slisse & Cesar
Mathonet kreeg het idee om de legendarische revue Slisse & Cesar weer terug op te voeren. Berghmans was van de oorspronkelijke versie vroeger al een fan en had de revue in de jaren 60 al eens gespeeld in de Koninklijke Nederlandse Schouwburg met Nand Buyl, Jan Reusens en Anton Peters. Peters speelde toen Slisse, Reusens Cesar en Berghmans de postbode. Peters verknoeide eens de act van Berghmans door zijn personage ongeïnteresseerd uit het raam te laten kijken terwijl Berghmans allerlei leuke spullen uit zijn posttas haalde. Berghmans zag hoe hij afging en verliet vroeger dan gepland het podium. De dag erop toen Peters hetzelfde deed begon hij echter te improviseren en stal de show. Peters schrok en hervatte de scène weer zoals gepland, al maakte Berghmans zijn deel nog langer.
In 1976 begonnen Berghmans, Tony Bell en zijn vrouw, Yvonne Verbeeck, Norma Hendy en Lucienne Steiner voor uitverkochte zalen de revue Slisse & Cesar op te voeren. Mathonet besloot echter op zeker moment dat de tweede voorstelling op zondag gratis moest worden opgevoerd omdat er al zoveel kosten waren. Na twee maanden hadden ze er genoeg van en besloten Berghmans en hij ermee te kappen omdat Martin vond dat Mathonet "geld genoeg verdiende".

### BRT
Vanaf 1972 waren Berghmans en Martin ook op televisie te zien. Ze verdienden echter niet goed doordat de openbare televisie toen nog het monopolie had inzake televisiezenders. In België hadden ze een beter verdienend programma Hallo met Henk met Henk van Montfoort waar ze wekelijks één sketch opvoerden. Ze hadden ook geen impresario: iedereen belde gewoon de BRT om naar hen te vragen of stuurde brieven naar de BRT te hunner attentie.
In 1980 traden Berghmans en Martin samen met Yvonne Delcour en Romain Deconinck op in de komische politiereeks De kolderbrigade.
Vanaf 1981 kwamen dan hun legendarische eindejaarsshows op de BRT. Elk oudjaar zond de zender hun shows uit die tegen de 2.680.000 kijkers scoorden en waarvan vele klassiekers zijn geworden; zoals onder meer Restaurant De Gouden Leeuw en de bekendste van allemaal: Joske Vermeulen.
Tussendoor bleven de komieken ook zaaloptredens geven in Vlaanderen en draaiden ook vijf films: De Witte van Sichem (1980), De boot naar Spanje (1982) (regie: Willy Vanduren), Zware jongens (1984) (regie: Robbe De Hert), Paniekzaaiers (1986) (regie: Patrick Lebon) en Gaston en Leo in Hong Kong (1987) (regie: Paul Cammermans).

### VTM
Ondanks de hoge kijkcijfers en hun weergaloze succes keek de toenmalige top van de openbare televisieomroep erg neer op Berghmans en Martin en waren hun lonen bijgevolg ook erg laag. Bob Boon kon niet meer lachen om hun meest recente scenario's en directeur Paul Van Dessel liet weten dat hij niet meer met "gepensioneerde komiekskes" kon blijven werken. De zopas opgestarte commerciële omroep VTM en haar bazen Mike en Guido ontvingen hen met open armen en betaalden veel beter. Ondanks een laatste smeekpoging van BRT-kopstuk Jan Geysen maakten Berghmans en Martin dus de overstap. Een van hun eerste komische series die ze tot stand brachten bij VTM was De Burgemeesters Van Bos.
Tijdens hun niet dalende succes kregen de komieken allebei met gezondheidsproblemen te kampen. Berghmans kreeg darmkanker en diende, fel vermagerd en verzwakt, met een stoma rond te lopen. Hij herstelde, maar Martin, bij wie longkanker was vastgesteld, overleed op 18 maart 1993 op 68-jarige leeftijd in het UZ Gent. Een half jaar eerder werden ze nog gevierd in de VTM-show 20 jaar Gaston en Leo die gepresenteerd werd door Luc Appermont. Hier speelde Martin ondanks de longkanker nog saxofoon onder leiding van dirigent Willy Claes.

## Werk

### Films
- Gaston en Leo in Hong Kong (1987)[3]
- Paniekzaaiers (1986)[2]
- Zware jongens (1984)[1]
- De boot naar Spanje (1982)
- De Witte van Sichem (1980)

### Series
- De kolderbrigade (1980)

### Theater
- Wat een soep (1990)